# عشق طاهر
عشق طاهر فیلمی به کارگردانی محمدعلی نجفی و نویسندگی علیرضا طالب‌زاده محصول سال ۱۳۷۸ است.

## خلاصه داستان
دختری به نام سحر پس از مرگ مادرش فیروزه که روزگاری خواننده مشهوری بوده برای یافتن پدرش مهندس مینویی به تهران می‌آید و به همراه دوستش پروانه به جستجو می‌پردازد. تنها سرنخی که به دست می‌آورد مردی به نام طاهر است که زمانی پیشکار پدرش بوده و اکنون دارای تشکیلاتی است و در یک حجره مشغول به کار است. سحر به ملاقات طاهر می‌رود و طاهر برای او شرح می‌دهد که با آغاز انقلاب، فیروزه به خارج رفت. او همچنین به سحر قول می‌دهد که پدر او را پیدا خواهد کرد و برای این که بتواند وکالت او را بر عهده بگیرد گذرنامه و شناسنامه سحر را می‌گیرد. مدتی بعد سحر به دعوت طاهر در یک میهمانی که به افتخار او برپا شده شرکت می‌کند. سحر با لباس سفیدی که طاهر برای او فرستاده به میهمانی می‌آید و به زودی متوجه می‌شود همه میهمانان مرد هستند. مرد مستی که او را «فرتی» صدا می‌زنند، داستان فیروزه را شرح می‌دهد. سحر با ناراحتی مجلس را ترک می‌کند و به نزد دوستش پروانه می‌رود. نوید، خواهرزاده پروانه که دلباخته سحر است، نزد طاهر می‌رود و پس از آن که خود را نامزد سحر معرفی می‌کند از او می‌خواهد که شناسنامه سحر را به او برگرداند ولی طاهر با نشان دادن شناسنامه به او ثابت می‌کند که سحر، همسر قانونی اوست و حتی رضایت پدر سحر را هم گرفته است. به زودی مشخص می‌شود که پدر سحر همان «فرتی» است که مدت هاست توسط طاهر معتاد شده است. سحر تصمیم می‌گیرد با همکاری پروانه، نوید و داوود ـ شاگرد حجره طاهر ـ که خواهر جوانش همسر طاهر است، فرتی را از دست طاهر نجات دهد. در حالی که آنها تلاش می‌کنند فرتی را از زیرزمینی متروک در یک خانه بیرون آورند و او را به پزشک برسانند، طاهر سر می‌رسد و با آنها گلاویز می‌شود، ولی در پایان به دست داوود کشته می‌شود.

## بازیگران
- بهناز جعفری
- سعید پورصمیمی
- منوچهر احمدی
- زیبا نادری
- مانی کسراییان
- خسرو امیرصادقی
- محمدرضا شهبانی نوری
- ناصر قاسمی
- حمیدرضا بهشتی
- رشید اصلانی
- سحر فرخی
- محمدرضا امیرصادقی
- جواد بدرزاده
- رضا فرهادی
- محمود زاج فروش
- هوشنگ افشار
- ابراهیم آقاجانی
- حسن فردین
- حسن مسعودی نیا یزدی
- محمد لالی
- علی مهدوی
- رضا نمکی
- سوسن سلیمی
- زیبا کاویانی